# Jürgen Fritz
Jürgen Fritz (Colònia, 12 de març de 1953) és un compositor i músic alemany. El 1969 va formar el grup de rock progressiu Triumvirat amb Hans Bathelt i Dick W. Frangenberg. El 1976 Fritz es va separar de la resta del grup i només va utilitzar músics convidats a partir d'aleshores. Com que Bathelt tenia els drets de denominació, Jürgen Fritz va canviar el nom de la banda com a "New Triumvirat".
El 1986-1988 va col·laborar amb el grup alemany de música disco Bad Boy Blue com arrangista i teclista. L'any 1990 Fritz va compondre la banda sonora de la pel·lícula de ciència-ficció El poder d'un déu, una coproducció alemany-soviètica-francesa de Peter Fleischmann per la que va rebre el premi a la millor banda sonora al XXIII Festival Internacional de Cinema Fantàstic de Sitges. L'estiu de 1995, juntament amb Thomas Brück, va concebre la revista commemorativa Trude Herr a la Roncalliplatz de Colònia.

## Discografia

### Àlbums
Amb Triumvirat:
– Singles ;
- "Be Home for Tea" / "Broken Mirror" (1972) Harvest – 1C 006-29 976
- "Ride in the Night" / "Sing Me a Song" (1973) Harvest – 1C 006-30 407, EMI Electrola – 1C 006-30 407 U
- "Dancer's Delight" / "Timothy" (1973) Harvest – 1C 006-30 484, EMI Electrola – 1C 006-30 484
- "Dimplicity" / "Million Dollars" (1974) Harvest, EMI Electrola - 1C 006-30 576
- "Take a Break Today" / "The Capitol of Power" (1976) Harvest, EMI Electrola 1C 006-31 609
- "Waterfall" / "Jo Ann Walker" (1978) Harvest, EMI Electrola 1C 006-45 189
- "The Hymn" / "Dance on the Vulcano" (1978) Harvest – 1C 006-32 548, EMI Electrola – 1C 006-32 548
- "Waterfall" / "(Oh, I'm) Late Again" (1978) Capitol Records – SPRO-9080, Capitol Records – SPRO-9081
- "Party Life" / "Games" (1980) Harvest, EMI Electrola 1C 006-45 918

– Àlbums :
- 1973 – Mediterranean Tales
- 1974 – Illusions on a Double Dimple
- 1975 – Spartacus
- 1976 – Old Loves Die Hard
- 1977 – Pompeii
- 1978 – A la Carte
- 1980 – Russian Roulette

– Best of:
- 1995 – The Gold Collection – Només distribuït a Alemanya. En aquest àlbum s'inclou una versió de la cançó de The Beach Boys "Darlin'"
- 1995 – The Best of Triumvirate – Distribució exclusiva del Brasil.
- ???? – The Best of the Gold Collection – Novo
- 2000 – Veni, Vidi, Vici
- 2012 – Essential EMI – 50999 6 44353 2 9

– Bootlegs:
- Illusions on a Double Dimple Live – Palace Theatre, Providence, USA October 1974
- Illusions on a Double Dimple Live – St. Bernard Cultural Center, Chalmette, LA, USA November 1974
- Live from Ultrasonic – Recorded live at Studio Ultrasonic, Hempstead, New York, October 1974
- Live Tour 1974–75 – American tour of 1974–75

– Solo: 
- 1989 – El poder d'un déu (banda sonora)
- 1990 – Millennium - Dreams of Amadeus amb W. Hildenbeutel

– Amb Helmut Kollen:
- 1977 – You Won't See Me - teclats & producció

- Amb Eric Burdon:
- 1977 - Survivor - teclats.

- Amb Bad Boys Blue
- 1986 - Heartbeat teclats, arranjament
- 1987 - Love Is No Crime, teclats, arranjament
- 1988 - My Blue World, arranjament